# Moira Tessera
La Moira Tessera è una formazione geologica della superficie di Venere.
Prende il nome dalle moire, figure della mitologia greca più note nel corrispondente latino delle parche.